# Carex hattoriana
Carex hattoriana är en halvgräsart som beskrevs av Takenoshin Nakai och Takasi Tuyama. Carex hattoriana ingår i släktet starrar, och familjen halvgräs. Inga underarter finns listade i Catalogue of Life.